# Corato
Corato est une ville italienne de la ville métropolitaine de Bari dans les Pouilles, à 40 kilomètres au nord-ouest de Bari.

## Géographie

### Situation
La ville de Corato est située dans le sud de l'Italie, dans la région des Pouilles, à environ 44 km de Bari (chef-lieu de la région) par la route provinciale (strada provinciale) 231.

### Transports publics
Corato est desservie par une gare située sur la ligne voie ferrée reliant Bari à Barletta.

## Histoire

### Antiquité et Moyen Âge
Le dolmen datant de l'âge du bronze, et un tumulus du VIIe siècle av. J.-C., la Torre Lunga du XIIIe siècle et les "palazzi" témoignent de la richesse de son passé.

### Industrialisation
Il s'agissait d'une ville essentiellement agricole jusqu’en 1960  et produisant de l'huile d’olive, amandes, blé, vins et des produits liés à l'horticulture. De nombreuses industries se sont développées dans les domaines de l’agro-alimentaire, de l’habillement (gants), de la fabrication de carrelage et du mobilier.

### Émigration («les Coratins de Grenoble»)
Une première vague d'immigrants est arrivée en France en 1900, une autre entre 1921 et 1924, après la Première Guerre mondiale pour la reconstruction, dans le cadre d'un accord entre gouvernements pour cause de famine dans les Pouilles. Suivi une troisième vague en 1947 où de nombreux coratins arrivent à Grenoble en quête de travail. Ces immigrations successives ont assuré une forte représentation coratine durant le XXe siècle à Grenoble, ville dans laquelle une association de personnes originaires de Corato (dont le siège fut fixé dans le quartier Saint-Laurent) a été créée. Une exposition est organisée sur ce thème au Musée dauphinois de Grenoble.

### Hameaux
Oasi di Nazareth

### Communes limitrophes
Andria, Bisceglie, Ruvo di Puglia, Trani, Altamura

## Administration

### Liste des maires
| Période                                  | Période | Identité      | Étiquette | Qualité |
| ---------------------------------------- | ------- | ------------- | --------- | ------- |
|                                          |         | Luigi Perrone |           |         |
| Les données manquantes sont à compléter. |         |               |           |         |

### Jumelages
- Grenoble (France) depuis 2002 (la ville française ayant donné le nom de Corato de la voie sur berge longeant l'Isère[5]).

## Population et société

### Démographie
Au 31 décembre 2019, la population de Corato est évaluée à 47 550 habitants correspondant à une faible baisse régulière depuis cinq ans, s'expliquant par une baisse constante de la natalité (369 naissances pour 416 décès pour l'année 2019).

### Sports
Le club de football se dénomme l'« USD Corato Calcio 1946 ».

## Culture et patrimoine

### Lieux et monuments
- Église de Santa Maria Maggiore
- Sanctuaire de la Madonna Greca
- Église Santa Maria del Carmin
- Église de Bracco
- Hôtel de ville, un ancien couvent des Frères Mineurs de San Cataldo.
- Palais Catalano, du XVe siècle.
- Musée (ancienne prison) qui présente des découvertes historico-archéologiques et anthropologiques.

### Personnages nés à Corato
- La Servante de Dieu Luisa Piccarreta (23 avril 1865 - 4 mars 1947), mystique, auteur de nombreux écrits, fruits de ses colloques spirituel avec Jésus. Après que certains de ses Écrits ont été censurés pour un temps limité, une vingtaine de ses livres ont reçu l'Imprimatur de son vivant et les autres ont été approuvés durant son procès en béatification, ouvert en 1994.